# Riccardo Zancano
Riccardo Zancano (Trieste, 18 luglio 1971) è un pittore italiano e scultore di pietre dure.

## Biografia
Riccardo Zancano si avvicina al mondo dell'arte alla fine degli anni Novanta e frequenta corsi di gemmologia e taglio delle pietre preziose. Dopo avere conseguito  il titolo di maestro d'arte nella disciplina Arte delle pietre semipreziose e gemme al Conservatorio Benvenuto Cellini di Valenza nel 2003, ottiene la maturità artistica al Liceo artistico e Istituto statale d'arte "Enrico e Umberto Nordio", sezione Decorazione Pittorica, nel 2012. Successivamente espone con Spoleto Arte al Museo Gipsoteca canoviana, frequenta corsi di disegno dal vero all'Accademia del Fumetto e nel partecipa a uno stage di pittura astratta presso la School of Seein di Trieste. Dal 2024 entra nell'associazione artistica Artiglio e dal 2025 ottiene il supporto curatoriale dell'Archivio Paolo Salvati.
Espone a Roma nel 2024 con l'associazione d'arte Cento Pittori via Margutta dopo diverse mostre personali, i saggi sull'artista sono stati curati da Alberto Moioli, Cristoforo Russo, Luigi Salvatori, Valentina Vendrame, Andrea Salvati e Roberto Luciani.